# Élections législatives de 1956 dans la côte française des Somalis
Les élections législatives de 1956 dans la côte française des Somalis sont des élections françaises qui ont eu lieu le 2 janvier 1956  dans le Territoire sous tutelle de la côte française des Somalis dans le cadre des élections législatives françaises de 1956, sous la IVe République.
Ce sont les dernières élections législatives de la Quatrième république, après les élections de novembre 1946 et de juin 1951.

## Mode de scrutin
Le territoire n'élisant qu'un seul député, le mode de scrutin est uninominal majoritaire à un tour : le candidat arrivé en tête est élu.

## Élus
| Député sortant  | Parti | Parti    | Député élu ou réélu | Parti | Parti       |
| --------------- | ----- | -------- | ------------------- | ----- | ----------- |
| Edmond Magendie |       | Rép. soc | Mahmoud Harbi       |       | USIA (UDSR) |

## Résultats

### Résultats à l'échelle du territoire
|          | USIA (UDSR) | Mahmoud Harbi         | 2 119 | 51,15  |  |  |
|          | Rép. soc    | Michel Habib-Deloncle | 952   | 22,98  |  |  |
|          | UDSR        | Jean Martine          | 377   | 9,10   |  |  |
|          | Rép. ind    | André Griveau         | 257   | 6,20   |  |  |
|          | Rad-soc     | Robert Le Guyon       | 180   | 4,35   |  |  |
|          | SFIO        | Nour Djama            | 168   | 4,06   |  |  |
|          | Ind.        | Boulalé Roble         | 60    | 1,45   |  |  |
|          | Lib.        | Félix Zouain          | 30    | 0,72   |  |  |
|          |             |                       |       |        |  |  |
| Inscrits | Inscrits    | Inscrits              | 6 003 | 100,00 |  |  |
| Votants  | Votants     | Votants               | 4 193 | 69,99  |  |  |
| Exprimés | Exprimés    | Exprimés              | 4 143 | 98,81  |  |  |

* Député sortant